# Крайново (Ярославская область)
Крайново — деревня в Угличского района Ярославской области. Входит в состав Отрадновского сельского поселения.

## История
В 1965 г. Указом Президиума ВС РСФСР деревня Кобелево переименована в Крайново.

## Население
| 2007 | 2010 |
| ---- | ---- |
| 11   | ↘9   |